# Vanessa Blue
Vanessa Blue (Long Beach, 25 maggio 1974) è un'ex attrice pornografica e regista statunitense.

## Biografia
Inizialmente ha lavorato come spogliarellista per pagarsi gli studi di medicina. Mentre ballava, ha incontrato un collega che prima l'ha introdotta nel mondo del fetish e, successivamente, in quello del porno nel 1996. Parallelamente alla carriera di attrice, ha svolto anche quella di regista, dirigendo oltre 20 scene. Nel 2004 ha firmato un contratto con la casa di produzione Mercenary Pictures e ha intrapreso una relazione con il proprietario, l'attore pornografico Lexington Steele. Due anni più tardi, ha interrotto il suo contratto e si è legata alla società Braincash. Nel 2008 Vanessa Blue e Lexington Steele si sono intentati causa per la proprietà dei diritti su alcune loro scene su Mercenary Pictures
Nel 2013 è stata inserita nella Hall of Fame dagli AVN Award.

## Riconoscimenti
- AVN Awards
  - 2013 – Hall of Fame - Video Branch[1]